# Kejnekommissionen

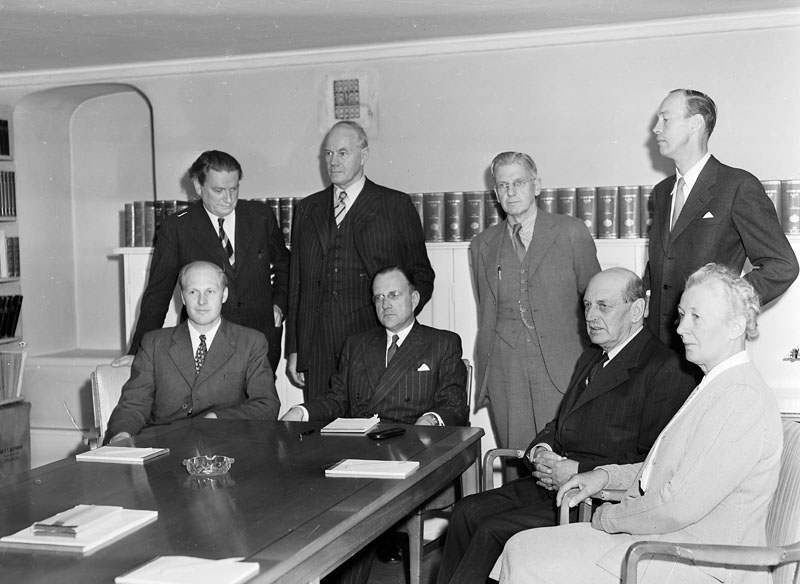
Kejnekommissionen: Sittande fr.v.: Torsten Bengtsson, Maths Heuman, Natanael Gärde, Helga Sjöstrand. Stående fr.v.: Ivar Harrie, August Lindberg, Nils Herlitz, Bengt Lännergren

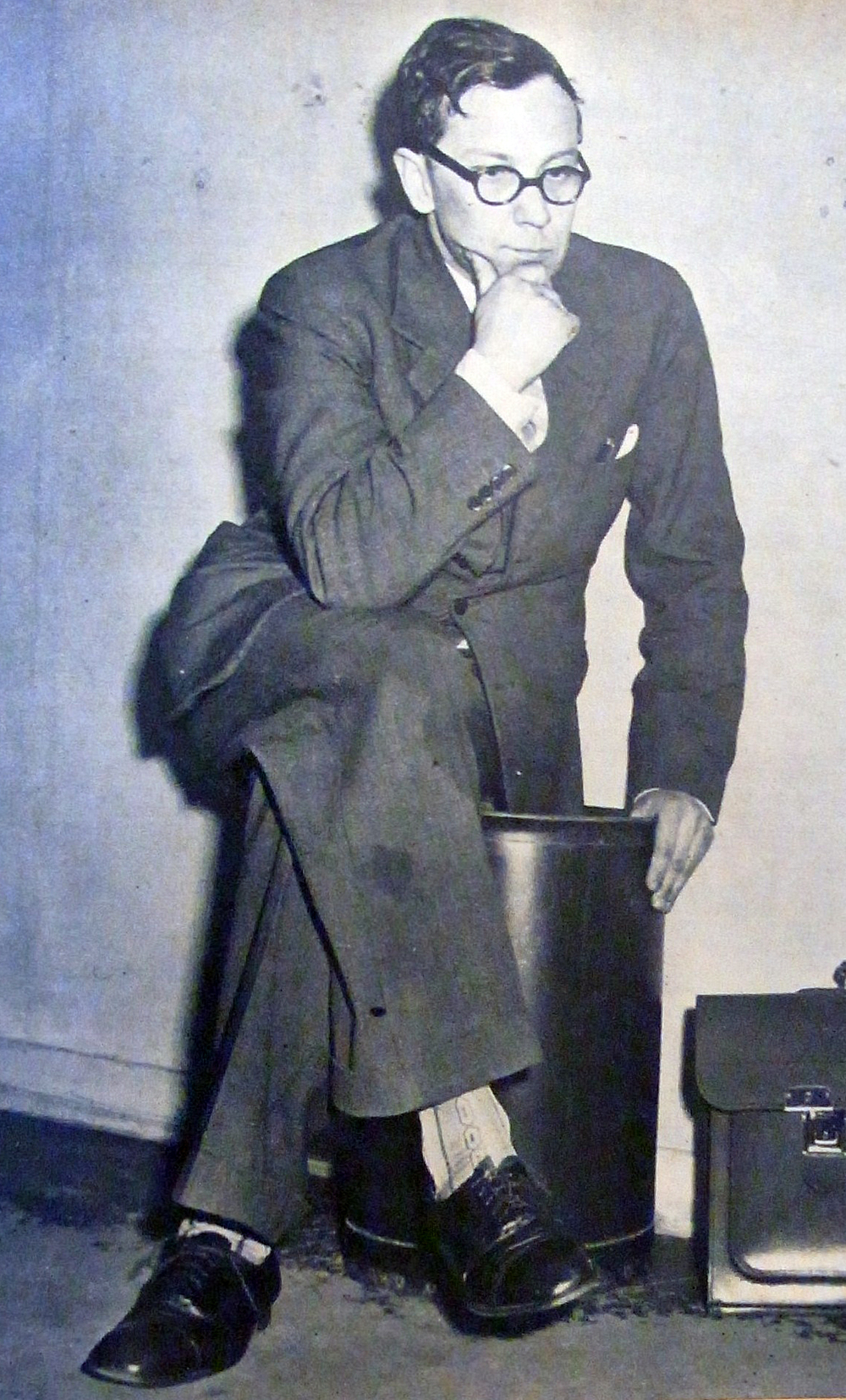
Karl-Erik Kejne

Kejnekommissionen var en statlig utredning som tillsattes av regeringen i september 1950 för att utreda myndigheternas agerande till följd av den så kallade Kejneaffären, där prästen Karl-Erik Kejne anklagat vissa statsråd och andra högt uppsatta statstjänstemän för inblandning i och skyddande av en hemlig "homosexuell liga". Ligan skulle bland annat vara inbladad i utnyttjande av minderåriga pojkar på ungdomshem och manlig prostitution. 
Det kommissionen närmare bestämt skulle utreda var om Kejne på order av de eventuellt inblandade makthavarna "klämts åt" av polisen, vilket antytts av vissa tidningar. I fokus stod inte minst kyrkominister Nils Quensel, som av Kejne anklagades för att ha haft kopplingar till den homosexuella ligan. Quensel skulle ha försökt använda sitt inflytande över polisen för att sätta dit Kejne, med hjälp av falska anklagelser och genom att gillra en fälla.
Anklagelserna kunde enligt Kejnekommissionen inte styrkas, men den relativt milda kritik som kommissionen ändå riktade mot Quensels svårförklarliga poliskontakter räckte för att han skulle avgå som minister.
Kommissionens slutrapport fick titeln Utredning angående myndigheternas förhållande i den s.k. Kejneaffären m.m.; avgiven av en av kungl. Maj:t tillsatt kommission. (SOU 1951:21).
I kommissionen ingick:
- Maths Heuman, riksåklagare, kommissionens ordförande
- August Lindberg (s) f.d. ordförande i LO
- Torsten Bengtson (bondeförbundet), riksdagsledamot
- Nathanael Gärde (fp), f.d. justitieråd
- Ivar Harrie, ordförande i Publicistklubben
- Nils Herlitz (högerpartiet), professor
- Helga Sjöstrand (fp), riksdagsledamot